# Улица Вука Караџића (Обреновац)
| Улица Вука Караџића (Обреновац) | Улица Вука Караџића (Обреновац)     |
| ------------------------------- | ----------------------------------- |
|                                 |                                     |
| Општина                         | Обреновац                           |
| Почетак                         | Улица Краља Петра Првог (Обреновац) |
| Крај                            | Улица Љубе Ненадовића (Обреновац)   |
| Дужина                          | 1100 метара m                       |
|                                 |                                     |
|                                 |                                     |

Улица Вука Караџића једна од три средишне улице у Обреновцу, почиње од улице Краља Петра Првог а завршава се код улице Љубе Ненадовића, у дужини од 1100 метара. Добила је име по Вуку Караџићу, једној од најзначајнијих личности српске културе. 

## Историјат
Једна од ретких улица у Обреновцу која, од свог настанка није мењала име. Њено просецање предвиђено је регулационим планом из 1889 године. Колоквијални назив Каљави сокак носила је све до асфалтирања половином прошлог века. По свом настанку, улица је пролазила поред пијаце и општинског кантара који су се налазили у центру вароши, а на правилним растојањима, попречним улицама, повезивана је са улицом Војводе Мишића, односно главном улицом. У првој половини двадесетог века ова улица је пролазила поред фудбалског игралишта предратног фудбалског клуба Богољуб. На месту игралишта, настало је прво веће стамбено насеље у Обреновцу, Старо игралиште. 

## Значајни објекти
На левој страни улице, гледано од Улице Краља Петра Првог, од почетка седамдесетих у овој улици се налази се управа предшколске установе Перка Вићентијевић, као и објекат обданишта Цицибан, а одмах затим и Дом здравља у Обреновцу и Зелена пијаца, који су раздвојени попречном улицом. Следе потом трг у центру града и зграда Скупштине општине Обреновац. 
На десној страни улице налази се насеље Старо игралиште, које се протеже све до Карађорђеве улице. У оквиру тог насеља налазила се и позната обреновачка посластичарница са баштом, Код Магарца, окупљалиште младих из раних седамдесетих, која је своје име добила као пејоративни назив по угледу да београдску посластичарницу Код коња. Преко пута зграде општине, налази се Дом ЈНА, који више није у функцији.

## Суседне улице
Улица Краља Петра Првог, Карађорђева, Кнез Михаилова, Хајдук Вељкова, Здравковићева, Љубе Ненадовића

### Галерија - данашњи изглед улице и раскрсница са суседним улицама
- Почетак улице Вука Караџића (Обреновац)
- Зграда обданишта у Обреновцу
- Дом здравља у Обреновцу
- Паркинг код зелене пијаце у Обреновцу
- Трг у Обреновцу
- Раскрсница са улицом Хајдук Вељкова (Обреновац)
- Раскрсница са Здравковићевом улицом (Обреновац)
- Крај улице Вука Караџића (Обреновац)